# H7N2
인플루엔자바이러스 A형 아형 H7N2 (A/H7N2)는 인플루엔자바이러스 A형의 아형이다. 조류인플루엔자 바이러스중 하나로, H7N2는 저병원성 조류 인플루엔자(low pathogenicity avian influenza, LPAI) 바이러스로 불린다. H5와 H7 인플루엔자바이러스의 경우 조건이 충족되면 고병원성 변종으로 재분류되기도 한다.

## 유행
버지니아주 서부의 가금류 농장에서 발생한 H7N2 유행 사태에 대한 미국 질병통제예방센터의 연구에서는 다음과 같은 결론을 내렸다.
이번 유행시에 가금류 농장 사이에서 유행조류인플루엔자 감염이 급속도로 확산된 주된 이유는 가금류 사체를 농지 바깥에서 렌더링 방식으로 처리한 것이다. 조류인플루엔자 바이러스의 높은 감염성과 경제적 영향을 고려할 때, 가금류 농장주들은 사체를 농지 바깥으로 이동하지 않는 처리방식인 매장, 퇴비화, 소각 등을 사용해야 한다.
버지니아주에서 2002년에 한 명이, 뉴욕주에서 2003년에 한 명, 2016년에 한 명이 H7N2에 감염되었었다는 혈청학적 증거가 있으며, 현재 모두 치료되었다.
2003년의 감염 사례에 대한 연구에서 H7N2 바이러스가 조류의 수용체 뿐 아니라 인간 세포의 수용체와도 잘 결합하는 성질을 갖추는 방향으로 진화하고 있다는 증거가 발견되었는데, 이는 1918년, 1957년, 1968년에 발생한 범유행에서나 볼 수 있었던 것이다. 게다가 페럿에서 발견된 H7N2 바이러스주(strain)는 포유류간 전염이 가능해졌음을 시사한다.
2004년 2월, 델라웨어주의 닭 농가 두 곳과 그곳에서 살아있는 닭을 납품받는 뉴저지주의 조류 시장 두 군 데에서 H7N2가 확산되었다. 2004년 3월에는 메릴랜드주의 감시군에서 H7N2가 확산되었다.
2007년 5월 24일, 웨일스 덴비셔의 코웬시에서 유행한 조류인플루엔자의 원인이 해당 바이러스주임이 확인되었다. 이로부터 2주 전에 콘위 자치시의 한 농장주는 15마리의 로드아일랜드레드를 구입하였으나 모두 H7N2로 병사하여, 32마리의 다른 가금류들도 살처분되었다. 정부는 이로부터 1km의 구역을 설치하여 별도의 허가 없이 조류를 반출하는 것을 금지하였다. 가금류와 접촉한 사람들 중 9명의 환자가 독감 증세를 보여 검사한 결과 총 4명이 H7N2 감염정황을 보였으나, 모두 경미한 독감을 앓은 후 완치되었다. 며칠 지나지 않아 6월 초에는 70마일(113km) 떨어진 잉글랜드 북서부에 있는 가금류 농장에서 H7N2 유행이 발생하였다. 마찬가지로 해당 농장의 모든 가금류가 살처분되었으며 1km의 구역이 설치되었다.
2016년 12월에는 위스콘신대학교 매디슨캠퍼스 수의학과의 연구팀의 조사 결과 뉴욕시 동물보호센터(ACC)에 있는 보호소의 고양이들 사이에서 H7N2가 유행하였음이 보고되었고, 미국 농무부의 수의학 진단사업 연구소(National Veterinary Diagnostic Services Laboratory)가 이를 확인하였다. 100마리가 넘는 고양이들이 감염된 것이 확인되어 격리되었고, 호흡기 견본의 채취를 담당하던 수의사들 중 한 명이 해당 바이러스에 감염되었다. 이 수의사는 경미한 증상을 앓고 난 후 완전히 회복되었다. 감염된 생물체에 노출된 다른 사람들은 검사 결과 음성 판정을 받았다.

## 추가 문헌
- Research Update on H7n2 Avian Influenza Virus in Turkeys and Chickens
- Epidemiology of an H7N2 Avian Influenza Outbreak in Broilers in Pennsylvania in November 2001- January 2002
- Avian influenza H7N2 in Wales and the Northwest of England
- North Wales bird flu outbreak ends